# Ernie Machin
Ernest „Ernie“ Machin (* 26. April 1944 in Walkden, Greater Manchester; † 22. Juli 2012 in Coventry) war ein englischer Fußballspieler. In einem Präzedenzfall erstritt er vor einem ordentlichen Gericht mehr Spielerrechte gegenüber dem englischen Verband.

## Sportlicher Werdegang

### Spielerkarriere
Machin wechselte 1962 als eine der ersten Verpflichtungen des neuen Trainers Jimmy Hill vom FC Nelson zu Coventry City. Bei seinem neuen Klub wartete der Nachwuchsspieler knapp ein Jahr auf seinen ersten Pflichtspieleinsatz, wurde dann jedoch eine unumstrittene Stammkraft. Unter der Anleitung von Hill stieg der Klub 1964 in die zweitklassige Second Division und drei Jahre später in die First Division auf. Dort half er mit, den Verein als Erstligisten zu etablieren. Bis zu seinem Abschied vom Verein im Dezember 1972 bestritt er über 280 Pflichtspiele, aufgrund anhaltender Knieprobleme verpasste er jedoch eine höhere Anzahl.
Machin wechselte zurück in die Third Division, wo er sich Plymouth Argyle anschloss. Dort wurde er 1973/74 Spieler des Jahres, zum Unbill der Anhänger begehrte er jedoch im Sommer des Jahres einen erneuten Vereinswechsel. Beim Ligakonkurrenten Brighton & Hove Albion beendete er 1976 seine aktive Laufbahn.
Nach seinem Karriereende wechselte Machin zurück zu Coventry City, wo er in den Trainerstab aufgenommen wurde und im Nachwuchsbereich arbeitete. Später arbeitete er hauptberuflich im Transportgeschäft. Er wurde 2004 bei Plymouth Argyle in die Mannschaft des Jahrhunderts gewählt.

### Gerichtsverfahren
1972 wurde Machin nach einem angeblichen Tritt gegen einen Gegenspieler des Feldes verwiesen, Fernsehbilder belegten jedoch diesbezüglich seine Unschuld. Zwar wurde er dann aufgrund eines anderen, auf den Aufnahmen belegten Vergehens durch die Disziplinarkommission des Verbandes gesperrt, da jedoch hierfür keine formale Grundlage vorlag und er keine Möglichkeit zur Verteidigung hatte, focht er das Verfahren bis zum obersten Zivilgericht, dem High Court of Justice. Dort bekam er Recht, die Entscheidung legte den Grundstein für ein neues Bestrafungssystem.